# Novelliques
Novelliques és una masia de Tavertet (Osona) inclosa a l'Inventari del Patrimoni Arquitectònic de Catalunya.

## Descripció
Masia on es poden observar diverses fases constructives. Està adossada parcialment al pendent del terreny per la façana est. Té la planta rectangular i està coberta a dues vessants amb el carener perpendicular a la façana situada a llevant. El carener no és central, està desplaçat cap a la façana nord. La façana principal forma part d'un cos que té una planta menys que la resta de l'edifici i la teulada també es troba a un nivell més baix; és possible que aquest fos el cos original. En un angle d'aquest cos hi ha un petit forn de pa adossat. Totes les obertures tenen els emmarcaments de pedra picada. La façana sud presenta als baixos unes arcades de pedra basta que actualment donen a les corts, però que és possible que fos la primitiva entrada principal. Parts dels ràfecs són de llosa amb teules sobreposades. La llinda del portal està datada "Novelles de Mont 1773" i en un carreu de l'angle del forn "Josep Novelles de Munt 1774".

## Història
Masia del segle xviii. Es troba registrada en els fogatges del "Castell y terme de Tavertet fogajat a 5 d'octubre 1553 per Joan Montells balle, PereCloses y Climent Parareda promens com ampar en cartes 223" on consta un tal "Bernat Novelles della".